# Dystopia: The Tree of Language
Dystopia: The Tree of Language è il primo album in studio in lingua coreana del girl group sudcoreano Dreamcatcher, pubblicato nel 2020.

## Tracce
1. Intro – 1:19
2. Scream – 3:24
3. Tension – 3:11
4. Red Sun – 3:05
5. Black or White – 3:24
6. Jazz Bar – 3:34
7. Sahara – 3:11
8. In the Frozen – 3:16
9. Daybreak – 3:03
10. Full Moon – 3:09
11. Over the Sky – 3:17
12. Outro – 1:03
13. Scream (Inst.) – 3:24
14. Paradise (performed by Siyeon) – 4:03